# Kalwaria Zebrzydowska (patrimonio UNESCO)
Kalwaria Zebrzydowska è il sito del più conosciuto santuario della Polonia, dopo Jasna Góra a Częstochowa. L'architettura manierista e tutto il paesaggio che si osserva dal parco del pellegrinaggio di Kalwaria Zebrzydowska entrarono nel 1999 nel patrimonio dell'UNESCO come patrimonio dell'umanità.